# Orlando Bennett
Orlando Bennett (* 12. Oktober 1999 in Kingston) ist ein jamaikanischer Leichtathlet, der sich auf den Hürdenlauf spezialisiert hat.

## Sportliche Laufbahn
Orlando Bennett tritt seit 2016 bei Wettkämpfen im Hürdenlauf an. Im folgenden Jahr stellte er im April seine Bestzeit von 13,52 s über 110 Meter Hürden auf und gewann im Juni die Bronzemedaille bei den U20-Meisterschaften Jamaikas. 2018 gewann er bei den gleichen Meisterschaften die Silbermedaille. Im Juli trat er bei den U20-Weltmeisterschaften in Tampere an, bei denen er ebenfalls die Silbermedaille gewinnen konnte. Einen Tag nach seinem Medaillengewinn trat er zudem im Vorlauf mit der 4-mal-100-Meter-Staffel an, die das Finale erreichen konnte. Vor dem Finale, das auf dem zweiten Platz beendet wurde, wurde Bennett ausgetauscht. Seit der Saison 2019 tritt er über die Hürdenhöhe der Erwachsenen von 1,067 Metern an. Im Juni nahm er erstmals an den Jamaikanischen Meisterschaften der Erwachsenen teil, in dem er mit persönlicher Bestzeit von 13,27 s die Silbermedaille gewinnen konnte. Mit seiner Zeit erfüllte er die Norm sowohl für die Panamerikanischen Spiele in Peru als auch für die Weltmeisterschaften in Doha. In Peru trat er Anfang August im Vorlauf der 110 Meter Hürden an, wurde nach diesem allerdings disqualifiziert. Ende September ging Bennett in Doha bei den Weltmeisterschaften an den Start. Dabei lief es für ihn besser als zuvor in Lima. Er qualifizierte sich, trotz Platz 5 in seinem Vorlauf, aufgrund seiner schnellen Vorlaufzeit für das Halbfinale. Im Halbfinale schied er schließlich als Sechster seines Laufes aus. 2021 gewann er im Juli die Goldmedaille bei den U23-Nordamerikameisterschaften in Costa Rica.
2022 trat Bennett zu seinen zweiten Weltmeisterschaften an. Er erreichte das Halbfinale, schied darin allerdings als Sechster seines Laufes aus. Kurz darauf reiste er nach Birmingham und trat bei den Commonwealth Games an. Im Hürdenfinale belegte er den fünften Platz. Kurz darauf lief er auf den Bahamas in 13,18 s eine neue Bestzeit über die Hürden. 2023 trat Bennett in Budapest wieder bei den Weltmeisterschaften an. Dort konnte er erneut in das Halbfinale einziehen, wo er später als Vierter seines Laufes ausschied.

## Wichtige Wettbewerbe
| Jahr                | Veranstaltung                  | Ort                 | Platz               | Disziplin           | Zeit                |
| Startet für Jamaika | Startet für Jamaika            | Startet für Jamaika | Startet für Jamaika | Startet für Jamaika | Startet für Jamaika |
| ------------------- | ------------------------------ | ------------------- | ------------------- | ------------------- | ------------------- |
| 2018                | U20-Weltmeisterschaften        | Tampere             | 2.                  | 110 m Hürden        | 13,33 s             |
| 2019                | Panamerikanische Spiele        | Lima                |                     | 110 m Hürden        | DQ                  |
| 2019                | Weltmeisterschaften            | Doha                | 13.                 | 110 m Hürden        | 13,60 s             |
| 2021                | U23-Nordamerikameisterschaften | San José            | 1.                  | 110 m Hürden        | 13,65 s             |
| 2022                | Weltmeisterschaften            | Eugene              | 22.                 | 110 m Hürden        | 13,67 s             |
| 2022                | Commonwealth Games             | Birmingham          | 5.                  | 110 m Hürden        | 13,43 s             |
| 2023                | Weltmeisterschaften            | Budapest            | 14.                 | 110 m Hürden        | 13,34 s             |

## Persönliche Bestleistungen
Freiluft
- 110 m Hürden: 13,09 s, 7. August 2024, Paris